# Rufuta arganoi
Rufuta arganoi is een pissebed uit de familie Eubelidae. De wetenschappelijke naam van de soort is voor het eerst geldig gepubliceerd in 1981 door Stefano Taiti & Franco Ferrara.